# Бяков, Алексей Иванович
Алексей Иванович Бяков (1912—1941) — красноармеец Рабоче-крестьянской Красной Армии, участник советско-финской и Великой Отечественной войн, Герой Советского Союза (1940).

## Биография
Алексей Бяков родился в 1912 году в городе Судогда (ныне — Владимирская область) в рабочей семье.
Получил начальное образование, с 1925 года был рабочим на фабрике «Первомайская» в родном городе.
В 1939 году Бяков был призван на службу в Рабоче-крестьянскую Красную Армию. Принимал участие в советско-финской войне, был сапёром 725-го стрелкового полка 7-й армии Северо-Западного фронта.
13 февраля 1940 года Бяков вместе с группой разведчиков, которые прикрывали его огнём, подполз к проволочным заграждениям Кархульского укрепрайона (ныне — Дятлово Выборгского района Ленинградской области) и проделал в них четыре прохода. 23 февраля к западу от железнодорожной станции Сомме (ныне — Матросово) Бяков с группой сапёров на танке подобрался к первой линии надолбов, и подорвал два из них. У второй линии группа подверглась массированному обстрелу финских войск. Два бойца были убиты, ещё четверо — ранены. Бяков был ранен, однако сумел расчистить путь танкам и затем вынести раненых товарищей и доставить их в медпункт.
Указом Президиума Верховного Совета СССР от 21 марта 1940 года за «образцовое выполнение боевых заданий командования на фронте борьбы с финской белогвардейщиной и проявленные при этом отвагу и геройство» красноармеец Алексей Бяков был удостоен высокого звания Героя Советского Союза с вручением ордена Ленина и медали «Золотая Звезда» за номером 310.
Демобилизовавшись, работал заместителем директора фабрики «Первомайская». В июне 1941 года Бяков был повторно призван в армию и направлен на фронт Великой Отечественной войны. Воевал в составе 275-го отдельного инженерного батальона 13-й армии. Погиб в бою под Ельцом в декабре 1941 года.

## Память
- В честь Бякова названа улица в Судогде[1].
- В 2016 году на Федеральном военном мемориальном кладбище установлен кенотаф[2].